# Discografia di Marcella Bella
Durante la sua carriera Marcella ha lavorato con alcuni fra i più noti parolieri e musicisti della musica italiana e internazionale. Hanno scritto e collaborato con lei oltre ai suoi fratelli, Gianni Bella, Antonio Bella e Rosario Bella, anche, tra gli altri: Giancarlo Bigazzi, Mogol, Dario Baldan Bembo, Ivano Fossati, Gino Paoli, Amedeo Minghi, Maurizio Costanzo, Cheope, Cristiano Malgioglio, Bruno Lauzi, Mario Lavezzi, Umberto Tozzi, Marco Luberti, Alberto Salerno, Beppe Cantarelli, Renato Brioschi, Roby Facchinetti, Valerio Negrini, Pasquale Panella, Claudio Daiano, Giorgio Calabrese, Maurizio Fabrizio, Adelio Cogliati, Daniele Pace, Oscar Avogadro, Gian Pietro Felisatti, Renato Zero, Celso Valli, Fio Zanotti, Geoff Westley, Phil Palmer, Luis Frank dei Buena Vista Social Club e Mario Biondi.
Ha inciso i suoi dischi in Italia, Francia, Inghilterra, Germania, negli Stati Uniti e a Cuba.
Ha cantato in italiano, francese, inglese e spagnolo.
Sul solo mercato italiano, a oggi, ha venduto una stima di circa più di 8.000.000 di dischi; la musica di Marcella Bella è stata pubblicata anche in Argentina, Brasile, Canada, Cile, Colombia, Costa Rica, Francia, Germania, Giappone, Grecia, Paesi Bassi, Portogallo, Spagna, Svezia, Turchia, Australia, Stati Uniti in cui comunque non ha ottenuto gli stessi riscontri ottenuti in Italia. Si stima che la cantante abbia venduto circa 10.000.000 di dischi, alcuni asseriscono che abbia venduto 10.000.000 di copie solo in Italia (ma è impossibile dato che fino all'87 aveva venduto poco più di 7.000.000 ed in seguito dopo i primissimi anni '90 le sue vendite sono molto diminuite).
Nel dettaglio i dati parziali relativi al solo mercato italiano:
~ 1972/1978: singoli circa 3 050 000 copie, album circa 1 150 000 copie
~ 1979/1987: singoli circa 1 750 000 copie, album circa 1 680 000 copie
Mancano i dati relativi al periodo Dischi Ricordi (1988-1991), e alle successive pubblicazioni con Pull, CGD, Sony Music, NuovaGente e Halidon.
Il singolo più venduto in assoluto: "Io domani" (1973), l'album: "Metamorfosi" (1974) (quattro dischi d'oro).

## Singoli
- 1969 - Un ragazzo nel cuore/Il pagliaccio (CGD, N 9728)
- 1969 - Bocca dolce/È semplice (CGD, N 9736)
- 1971 - Hai ragione tu/Nel mio cuore (CGD, CGD 125)
- 1972 - Montagne verdi/Tu insieme a lei (CGD, CGD 7846) (la 2° stampa ha il retrocopertina differente)
- 1972 - Sole che nasce, sole che muore/Il tempo dell'amore verde (CGD, CGD 8081)
- 1972 - Un sorriso e poi perdonami/Sensazioni e sentimenti (CGD, CGD 1102)
- 1973 - Io domani/Dove vai (CGD, CGD 1304)
- 1973 - Mi...ti...amo/Proprio io (CGD, CGD 1805)
- 1974 - Nessuno mai/Per sempre (CGD, CGD 2407)
- 1974 - L'avvenire/Prigioniera (CGD, CGD 2688)
- 1975 - E quando/Piccoli diavoli (CGD, CGD 3155)
- 1975 - Negro/E tu chi sei (CGD, CGD 3667)
- 1976 - Resta cu' mme/Impazzire ti farò (CGD, CGD 4303)
- 1976 - Abbracciati/Il vento (CGD, CGD 4744)
- 1977 - Non m'importa più/Femmina (CGD, CGD 10008)
- 1978 - Mi vuoi/Lassame (CGD, CGD 10075)
- 1979 - Lady anima/Non ci credo più (CBS, CBS 7382)
- 1979 - Camminando e cantando/Quando il cielo (CBS, CBS 7893)
- 1980 - Baciami/Rio de Janeiro (CBS, CBS 8662)
- 1981 - Pensa per te/Coriandoli (CBS, CBS 9534)
- 1981 - Canto straniero/Così piccolo (CBS, CBS A 1284)
- 1981 - Mi mancherai/Donna più donna (CBS, CBS A 1684)
- 1982 - Problemi/Un anno in più (CBS, CBS A 2421)
- 1983 - Nell'aria/Non mi avrai (CBS, CBS A 3129)
- 1984 - Nel mio cielo puro/Febbre d'amore (CBS, CBS A 4464)
- 1985 - L'ultima poesia/Alla pari (con Gianni Bella) (CBS, CBS A 6315) (la 2° stampa ha la copertina differente)
- 1986 - Senza un briciolo di testa/Settembre (CBS, CBS A 6886)
- 1987 - Tanti auguri/New king's road (CBS, CBS 650375 7)
- 1988 - Dopo la tempesta/Per gioco, per complicità (Ricordi, SRL 11070)
- 1990 - Verso l'ignoto (con Gianni Bella) / Pianeti (Ricordi, SRL 11100)
- 1991 - Amici (con Riccardo Fogli) (Ricordi) (promozionale)
- 1997 - Montagne verdi / Io domani (CGD East West/Warner Music)
- 1998 - È un miracolo (con Gianni Bella) / Belladonna (Gianni Bella) (Pull Music)
- 2000 - Il colore rosso dell'amore (Sony Music) (promozionale)
- 2002 - Fa chic (Sony Music) (promozionale)
- 2002 - La regina del silenzio / Nell'aria (spanish version) (Sony Music)
- 2005 - Uomo bastardo (Nuova Gente/Universal Music) (promozionale)
- 2005 - Medusa (Nuova Gente/Universal Music) (promozionale)
- 2007 - Forever per sempre (con Gianni Bella) (Nuova Gente/Universal Music)
- 2007 - Vendetta tremenda vendetta (con Gianni Bella) (Nuova Gente/Universal Music) (promozionale)
- 2012 - Malecon (con Luis Frank) (Halidon)
- 2012 - Femmina Bella (Halidon)
- 2014 - Femmina bella remix (Malgioglio Records)
- 2016 - Io domani...live (Halidon)
- 2017 - Non mi basti più (Beyond S.r.l./Artist First)
- 2017 - Metà amore metà dolore (con Mario Biondi) (Beyond S.r.l./Artist First)
- 2017 - Dimmi dove vai (Beyond S.r.l./Artist First)
- 2018 - Aria latina (Inproduction)
- 2019 - Ti mangerei (Azzurra Music)
- 2022 - Nessuno mai (Andrea Lenzi & David Togni Remix) (Carioca Records/Artist First)
- 2023 - Tacchi a spillo (BMG)
- 2024 - Chi siamo davvero (BMG)
- 2024 - L'Etna (BMG)
- 2025 - Pelle diamante (BMG)
- 2025 - Montagne verdi (John Karley Remix) (BMG)
- 2025 - Nell'aria (Samuele Sartini Remix) (Sony Music)

### Mix
- 1984 - Nel mio cielo puro (remix version) / Nel mio cielo puro (radio version) (CBS)
- 1991 - Italian remix: Nessuno mai (Marcella Bella) / Non sono una signora (Loredana Bertè) / Luglio (Riccardo Del Turco) (CGD)
- 1992 - Nell'aria (versione club) / Nell'aria (mix originale) / Nell'aria (remix dj Pierre) / Nell'aria (versione underground) (Pull Music)
- 2020 - Nell'aria (classic version) / Aria latina (Nell'aria) / Nell'aria (extended Version) (Popart/Azzurra Music)
- 2024 - Tacchi a spillo (limited Pride Ep picture disc) (BMG)

### Singoli in Hit Parade
| Anno | Titolo                        | Massima Posizione |
| ---- | ----------------------------- | ----------------- |
| 1972 | Montagne verdi                | 3                 |
| 1972 | Sole che nasce sole che muore | 10                |
| 1973 | Un sorriso e poi perdonami    | 2                 |
| 1973 | Io domani                     | 4                 |
| 1973 | Mi...ti...amo                 | 4                 |
| 1974 | Nessuno mai                   | 2                 |
| 1974 | L'avvenire                    | 12                |
| 1975 | E quando                      | 18                |
| 1975 | Negro                         | 15                |
| 1976 | Resta cu' mme                 | 8                 |
| 1976 | Abbracciati                   | 15                |
| 1977 | Non m'importa più             | 12                |
| 1978 | Mi vuoi                       | 34                |
| 1979 | Lady anima                    | 15                |
| 1979 | Camminando e cantando         | 29                |
| 1980 | Baciami                       | 8                 |
| 1981 | Pensa per te                  | 19                |
| 1981 | Canto straniero               | 5                 |
| 1981 | Mi mancherai                  | 11                |
| 1982 | Problemi                      | 16                |
| 1983 | Nell'aria                     | 6                 |
| 1984 | Nel mio cielo puro            | 9                 |
| 1985 | L'ultima poesia               | 5                 |
| 1986 | Senza un briciolo di testa    | 3                 |
| 1987 | Tanti auguri                  | 12                |
| 1988 | Dopo la tempesta              | 10                |
| 1990 | Verso l'ignoto                | 6                 |
| 2007 | Forever per sempre            | 14                |
| 2025 | Pelle diamante                | 36                |

## Album
- 1972 - Tu non hai la più pallida idea dell'amore (CGD 69028)
- 1973 - Mi...ti...amo... (CGD 69045)
- 1974 - Metamorfosi (CGD 69082)
- 1975 - L'anima dei matti (CGD 60178)
- 1976 - Bella (CGD 81413)
- 1977 - Femmina (CGD 20010)
- 1979 - Camminando e cantando (CBS)
- 1981 - Marcella Bella (CBS)
- 1982 - Problemi (CBS)
- 1983 - Nell'aria (CBS 25477)
- 1984 - Nel mio cielo puro (CBS 26036)
- 1986 - Senza un briciolo di testa (CBS)
- 1987 - Tanti auguri (CBS)
- 1988 - '88 (Ricordi)
- 1990 - Verso l'ignoto... (Ricordi)
- 1990 - Canta Battisti (CBS) (ristampato nel 1996 con copertina differente da Columbia/Sony Music)
- 1991 - Sotto il vulcano (Ricordi)
- 1993 - Tommaso! (Pull Music/Sony Music)
- 1995 - Anni dorati (CGD East West/Warner Music)
- 1998 - Finalmente insieme (con Gianni Bella) (Pull/Fuego) (ristampato nel 2001 da ITWHY)
- 2002 - Passato e presente (Sony Music)
- 2005 - Uomo bastardo (Nuova Gente/Universal Music)
- 2007 - Forever per sempre (con Gianni Bella) (Nuova Gente/Universal Music)
- 2012 - Femmina Bella (Halidon)
- 2017 - Metà amore metà dolore (Beyond S.r.l./Artist First)
- 2019 - 50 anni di Bella Musica (Azzurra Music)
- 2023 - Etnea (BMG)
- 2025 - Etnea (Diamante edition) (BMG)

## Raccolte
- 1975 - Il meglio di Marcella (CGD 69135)
- 1976 - Ritratto di...Marcella (serie "Record Bazaar") (CGD RB-77)
- 1977 - Recital (serie "Record Bazaar") (CGD RB-105)
- 1979 - Proprio io... (serie "Record Bazaar") (CGD RB-221)
- 1982 - Baciami (serie "Musica Più") (CBS)
- 1984 - Montagne verdi (serie "MusicA") (CGD)
- 1984 - Abbracciati (serie "MusicA") (CGD)
- 1986 - Marcella e Gianni Bella (box) (Marcella e Gianni Bella) (serie "MusicA") (CGD)
- 1988 - I grandi successi di Marcella Bella (Globo Records/CBS)
- 1990 - Le più belle canzoni (serie "MusicA") (CGD)
- 1993 - Le più belle canzoni di Marcella Bella (Columbia/Sony Music)
- 1997 - Marcella Bella (serie "Musicapiù") (Columbia/Sony Music)
- 1997 - Marcella Bella (serie "Musicapiù") (Columbia/Sony Music) (2° stampa con copertina differente)
- 1997 - Marcella (serie "Music Time") (Columbia/Sony Music)
- 1998 - Marcella (serie "Musicapiù") (Columbia/Sony Music) (3° stampa con copertina differente)
- 1998 - Marcella Bella (D.V. More Record)
- 1998 - Il meglio - Montagne verdi (MR Music/D.V. More Record)
- 1999 - Le mie più belle canzoni (serie "Grandi Successi") (Pull/Fuego) (ristampato nel 2001 da IT-WHY)
- 1999 - Marcella (IT-WHY)
- 2000 - Marcella Bella (serie "Masterpiece") (Warner Fonit/Nuova Fonit Cetra)
- 2001 - Montagne verdi...e altri successi (CGD East West/Warner Music)
- 2001 - Marcella Bella (serie "Musica Per Sempre - La Storia Della Musica Italiana") (IT-WHY)
- 2003 - Marcella Bella (Linea S.r.l.)
- 2003 - Marcella Bella (serie "Flashback - I Grandi Successi Originali") (BMG/Ricordi)
- 2004 - Il meglio (Gianni e Marcella Bella) (MR Music/D.V. More Record)
- 2004 - Marcella Bella (serie "Best Italia") (IT-WHY)
- 2005 - Le più belle canzoni di Marcella Bella (Warner Music)
- 2005 - Marcella Bella (serie "Flashback - I Grandi Successi Originali") (BMG/Ricordi)
- 2005 - Montagne verdi (serie "Imperdibili") (Pull Records/SMI)
- 2005 - Marcella e Gianni Bella (serie "Best Italia") (Marcella e Gianni Bella) (IT-WHY)
- 2005 - Marcella Bella (serie "Artisti Originali 60 70 80") (Duck Record)
- 2006 - La voce di Marcella Bella (serie "Fantastici Italiani") (Mediane/Self)
- 2006 - Marcella Bella (serie "Gold Italia Collection") (Mediane)
- 2007 - Tutto Bella - Camminando e cantando (Marcella e Gianni Bella) (Rhino Records/Warner Music)
- 2008 - I grandi successi (Rhino Records/Warner Music)
- 2009 - Marcella Bella (serie "Flashback - I Grandi Successi Originali") (Columbia/Sony Music)
- 2009 - Antologia (serie "Italian Style") (Gianni & Marcella Bella) (Linea S.r.l./Venus)
- 2010 - Original album series (box 5 CD - Ristampa dei primi 5 album in studio degli anni '70) (Warner Music)
- 2011 - Canzoni ed emozioni (BMG/Sony Music)
- 2011 - Collection (Rhino Records/Warner Music)
- 2011 - Nell'aria (serie "Le Più Belle Di Sempre") (Errepi Media S.r.l./Az Distribuzione)
- 2012 - Tu non hai la più pallida idea dell'amore/L'anima dei matti (serie "2LP In 1CD") (Rhino Records/Warner Music)
- 2012 - Marcella Bella (serie "Un'Ora Con...") (BMG/Sony Music)
- 2014 - Marcella Bella (serie "3CD Collection") (Rhino Records/Warner Music)
- 2016 - Playlist (Rhino Records/Warner Music)
- 2018 - The best (serie "I miti anni 60-70") (Marcella e Gianni Bella) (Saifam)
- 2023 - L'emozione non ha voce (Azzurra Music)
- 2025 - BMG Collection (box 6 CD - Ristampa di 5 album + 1 cd con bonus tracks) (BMG)

## Partecipazioni e collaborazioni
- 1975 - Cadiamo in amore (con Gianni Bella, Loredana Bertè, Gigliola Cinquetti, Sandro Giacobbe, Totò Savio, Cico), contenuta nell'album "Concerto d'estate", registrato dal vivo alla Bussola (CBS)
- 1976 - Tu sei di me, contenuta nell'album "Concerto dal vivo per << L'altra domenica >>", registrato dal vivo con l'accompagnamento alla chittarra di Umberto Tozzi durante la trasmissione televisiva "L'altra domenica" (CBS)
- 1982 - Falò (Amico è) (con Dario Baldan Bembo e Riccardo Fogli), contenuta nell'album di Dario Baldan Bembo "Spirito della terra" (CGD)
- 1994 - Na sera 'e maggio, contenuta nell'album "Viva Napoli", registrato dal vivo durante l'omonima trasmissione televisiva (RTI Music/Ricordi)
- 1996 - Ancora, contenuta nell'album "1º Festival della Canzone Regina", registrato dal vivo durante l'omonima trasmissione televisiva (RTI Music/BMG Ricordi)
- 2004/2009 - Dolcissima (con Mario Lavezzi), contenuta negli album di Mario Lavezzi "Passionalità" (RTI/Sony Music) e "A più voci" (Sony Music)
- 2015 - Una Serata...Bella per te, Gianni! (Halidon)

## Album in Hit Parade
| Anno | Titolo                                                           | Massima Posizione |
| ---- | ---------------------------------------------------------------- | ----------------- |
| 1973 | Tu non hai la più pallida idea dell'amore                        | 11                |
| 1973 | Mi...ti...amo...                                                 | 3                 |
| 1974 | Metamorfosi                                                      | 9                 |
| 1975 | Il meglio di Marcella                                            | 57                |
| 1975 | L'anima dei matti                                                | 30                |
| 1976 | Bella                                                            | 16                |
| 1977 | Femmina                                                          | 29                |
| 1979 | Camminando e cantando                                            | 32                |
| 1981 | Marcella Bella                                                   | 27                |
| 1982 | Problemi                                                         | 31                |
| 1983 | Nell'aria                                                        | 27                |
| 1984 | Nel mio cielo puro                                               | 29                |
| 1986 | Senza un briciolo di testa                                       | 29                |
| 1987 | Tanti auguri                                                     | 26                |
| 1988 | '88                                                              | 25                |
| 1990 | Verso l'ignoto...                                                | 24                |
| 1991 | Sotto il vulcano                                                 | 66                |
| 2002 | Passato e presente                                               | 50                |
| 2003 | Marcella Bella (serie "Flashback - I Grandi Successi Originali") | 66                |
| 2005 | Uomo bastardo                                                    | 60                |
| 2007 | Forever per sempre                                               | 70                |
| 2017 | Metà amore metà dolore                                           | 47                |
| 2019 | 50 anni di Bella Musica                                          | 42                |
| 2023 | Etnea                                                            | 19                |
| 2025 | Etnea (Diamante edition)                                         | 32                |

## Discografia estera

### Singoli
Argentina
- 1974 - Yo mañana / Io domani (Epic) (copertina standard)
- 1974 - Yo te amo / Mi...ti...amo (Epic) (copertina standard)
- 1975 - Ninguno ya / Nessuno mai (Epic) (copertina standard)
- 1975 - Prisionera / El futuro (Epic) (copertina standard)

Bolivia
- 1975 - Ninguno ya / La naranja no es azul / Ninguno ya / Montañas verdes (CBS)
- 1983 - Aire / Me dejara (CBS) (copertina standard)

Brasile
- 1977 - Abbracciati / Il vento (Epic) (copertina standard)
- 1978 - Rendimi il cuore / Senti (Epic) (copertina standard)
- 1978 - Mi vuoi / Lassame (Epic) (copertina standard)

Canada
- 1982 - La fete / Apres la fete (con Joe Dassin) (CBS) (copertina standard)

Cile
- 1974 - Yo mañana / Io domani (Epic) (copertina standard)

Colombia
- 1974 - Y cuando / Ni tu ni yo (CBS) (copertina standard)
- 1977 - Ninguno ya / El ultimo abrazo (CBS) (copertina standard)

Costa Rica
- 1974 - Negro / Prisionera (CBS) (copertina standard)

Francia
- 1972 - Montagne verdi / Tu insieme a lei (CBS)
- 1973 - Un sorriso e poi perdonami / Dove vai (CBS)
- 1973 - Io domani / La più pallida idea (CBS)
- 1974 - Nessuno mai / Per sempre (CBS)
- 1975 - Proprio io / E quando (CBS)
- 1981 - Canto straniero / Così piccolo (CBS)

Germania
- 1974 - Nessuno mai / Sicilia antica (CBS)
- 1974 - Nessuno mai / Sicilia antica (CBS) (promozionale)

Giappone
- 1972 - Montagne verdi / Tu insieme a lei (Seven Seas/CGD)
- 1976 - Negro / Resta cu'mme (Seven Seas/CGD)
- 1976 - Sole che nasce sole che muore / Sensazioni e sentimenti (Seven Seas/CGD)
- 1976 - Nessuno mai / Mi...ti...amo... (Seven Seas/CGD)
- 1977 - Dove vai / Io domani (Seven Seas/CGD)
- 1977 - Io domani / L'ultimo cielo (Seven Seas/CGD)
- 1977 - Femmina / Senti (Seven Seas/CGD)
- 1978 - Mi manca / Rendimi il cuore (Seven Seas/CGD)
- 1980 - Nessuno mai / Negro (Seven Seas/CGD)

Grecia
- 1974 - Nessuno mai / Per sempre (CBS) (copertina standard)

Jugoslavia
- 1972 - Montagne verdi / Tu insieme a lei (CBS)
- 1973 - Un sorriso e poi perdonami / Sensazioni e sentimenti (CBS)

Paesi Bassi
- 1972 - Un sorriso e poi perdonami / Sensazioni e sentimenti (CGD)
- 1977 - Non m'importa più / Femmina (CGD)
- 1981 - Canto straniero / Così piccolo (CBS)
- 1983 - Nell'aria / Non mi avrai (CBS)
- 1984 - Nel mio cielo puro / Febbre d'amore (CBS)
- 1985 - L'ultima poesia / Alla pari (con Gianni Bella) (CBS)

Perù
- 1983 - Aire / Amiga mia (CBS) (copertina standard)

Portogallo
- 1983 - Nell'aria / Non mi avrai (CBS)

Spagna
- 1972 - Montañas verdes / Tu insieme a lei (CBS)
- 1973 - Yo mañana / Adonde vas? (CBS)
- 1975 - Ninguno ya / Yo te amo (CBS)
- 1976 - Negro / Y tu quien eres (CBS)
- 1977 - El ultimo abrazo / Quedate conmigo (Epic)
- 1978 - Me quieres / Lassame (Epic)
- 1981 - Canto extranjero / Besame (CBS)

Svezia
- 1973 - Can the can / Mi fa morire cantando (CBS)

Turchia
- 1973 - Io domani / Mi fa morire cantando (CBS)

Uruguay
- 1974 - Yo mañana / Io domani (Epic) (copertina standard)

#### Mix
Paesi Bassi
- 1984 - Nel mio cielo puro (remix version) / (radio version) (CBS)

### Album
Argentina
- 1974 - Yo te amo (Epic)
- 1984 - Problemas (CBS)
- 1984 - Marcella Bella (CBS)

Australia
- 1975 - Il meglio di Marcella (Minstrel/CBS)

Canada
- 1982 - Little Italy (con Joe Dassin) (CBS)

Colombia
- 1978 - Canta en español (CBS)

Francia
- 1982 - Little Italy (con Joe Dassin) (CBS)

Giappone
- 1976 - Nessuno mai (Seven Seas/CGD)
- 1976 - Negro (Seven Seas/CGD)
- 1977 - Io domani (Seven Seas/CGD)
- 1977 - Femmina (Seven Seas/CGD)
- 1978 - Mi manca (Seven Seas/CGD)
- 1978 - Gold Superdisc (Seven Seas/CGD)
- 1979 - Marcella (Nessuno mai) (Seven Seas/CGD)
- 1979 - Gold Superdisc (Seven Seas/CGD)
- 1987 - Canzone Best Star Album On Cd (Seven Seas/King Record)
- 1988 - '88 (Seven Seas)
- 2018 - Original Album Collection 1979-1988 (Sony Music)

Grecia
- 1974 - Metamorfosi (CBS)

Spagna
- 1977 - El ultimo abrazo (Epic)

Stati Uniti
- 1975 - Il meglio di Marcella (Peters International/CBS)
- 1977 - Femmina (Peters International/CBS)
- 1984 - Marcella Bella (CBS)

Turchia
- 1977 - Andare (Neu Records) (in copertina Raffaella Carrà per errore della casa discografica)